# Kangwon Land
 (août 2023).
Si vous disposez d'ouvrages ou d'articles de référence ou si vous connaissez des sites web de qualité traitant du thème abordé ici, merci de compléter l'article en donnant les références utiles à sa vérifiabilité et en les liant à la section « Notes et références ».
Kangwon Land est une entreprise de loisirs sud-coréenne basée dans la province du Gangwon. D’origine publique, elle a été créée en 1998 pour gérer un casino dans une région souffrant économiquement en raison de la fermeture des mines de charbon. Cette entreprise est incluse dans l’indice boursier KRX 100. Elle gère notamment la station de ski High1 Resort.